# Companhia de Dança Bat-Dor
A Companhia de Dança Bat-Dor é uma companhia de dança israelense com base em Tel Aviv, Israel, co-fundada pela Baronesa Bethsabée de Rothschild com a dançarina Jeannette Ordman.
Bat Dor fez sua estréia em 1968 com Ordman como bailarina principal. A empresa tem um grande repertório de obras modernas. Entre os coreógrafos internacionais que têm trabalhado com Bat Dor estão Anthony Tudor, van Dantzig, Lar Lubovitch, Alvin Ailey, Judith Jamison e os israelenses Domy Reiter-Soffer, Igal Perry e Ido Tadmor.